# Festung Louisbourg

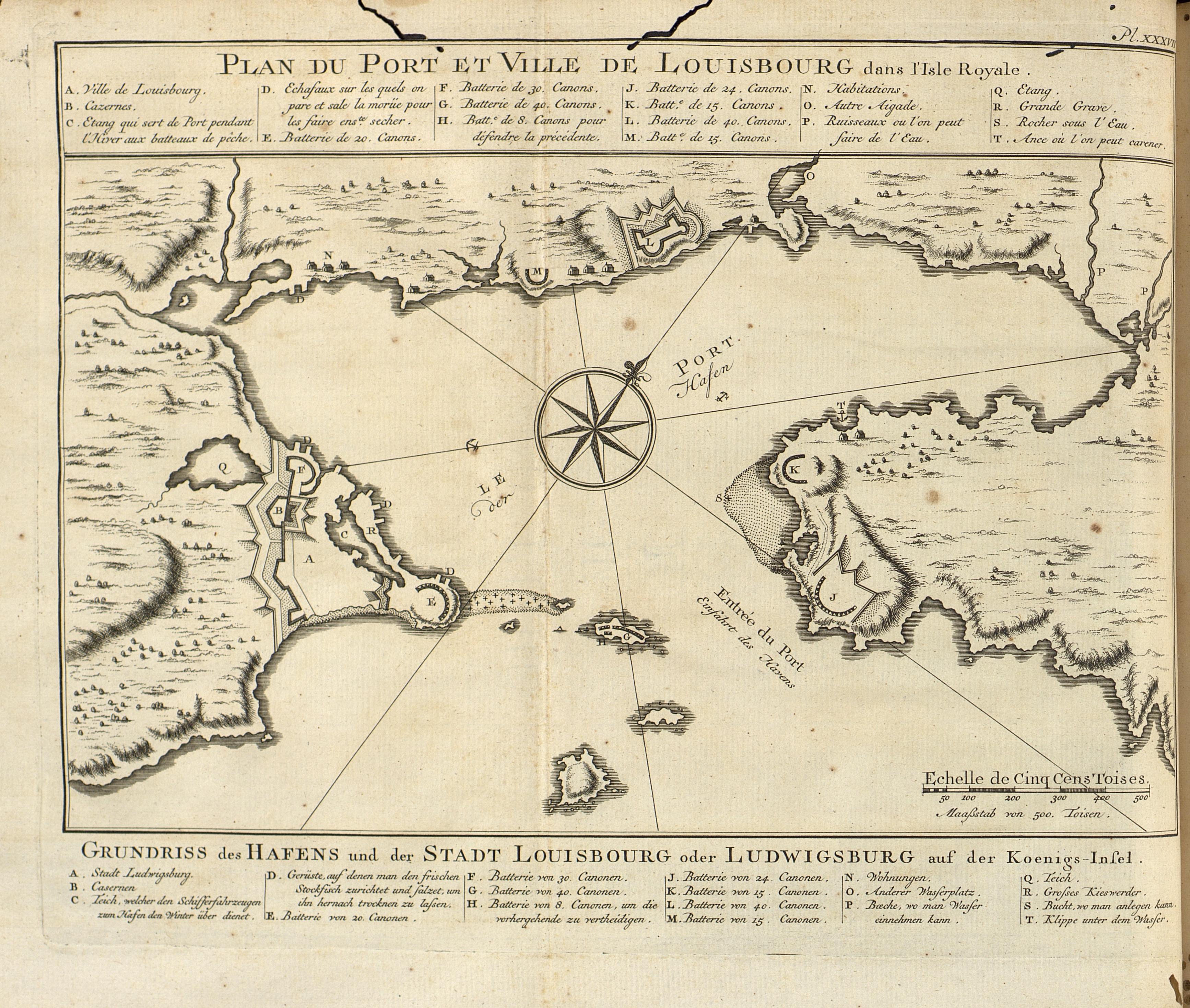
Historische Karte der Festungsstadt (1752)

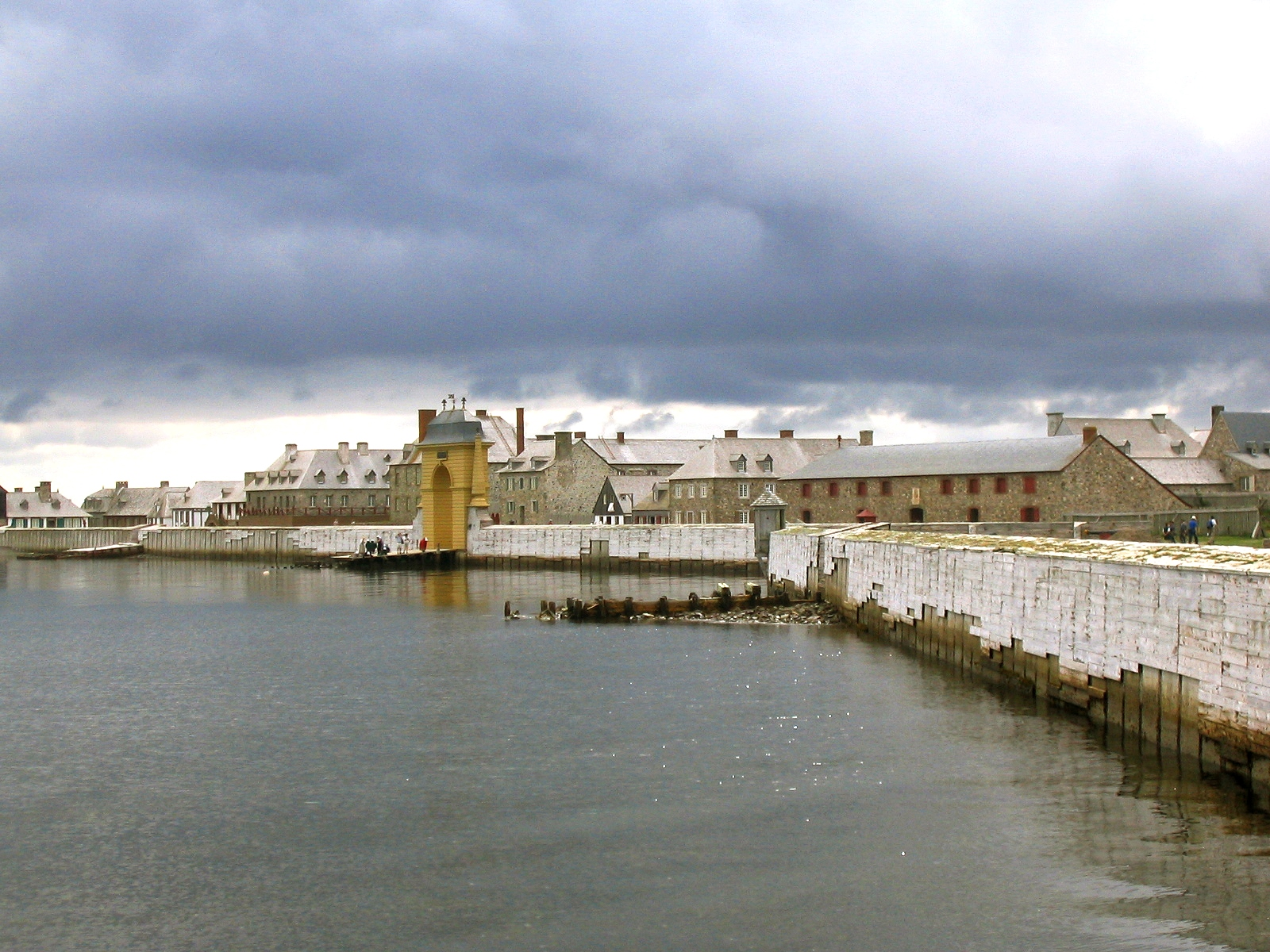
Festungsanlagen von Louisbourg

Louisbourg ist eine heute in Teilen rekonstruierte französische Festungsstadt des 18. Jahrhunderts auf der Kap-Breton-Insel in der heutigen kanadischen Provinz Nova Scotia.

## Gründung und Geschichte bis zum Siebenjährigen Krieg

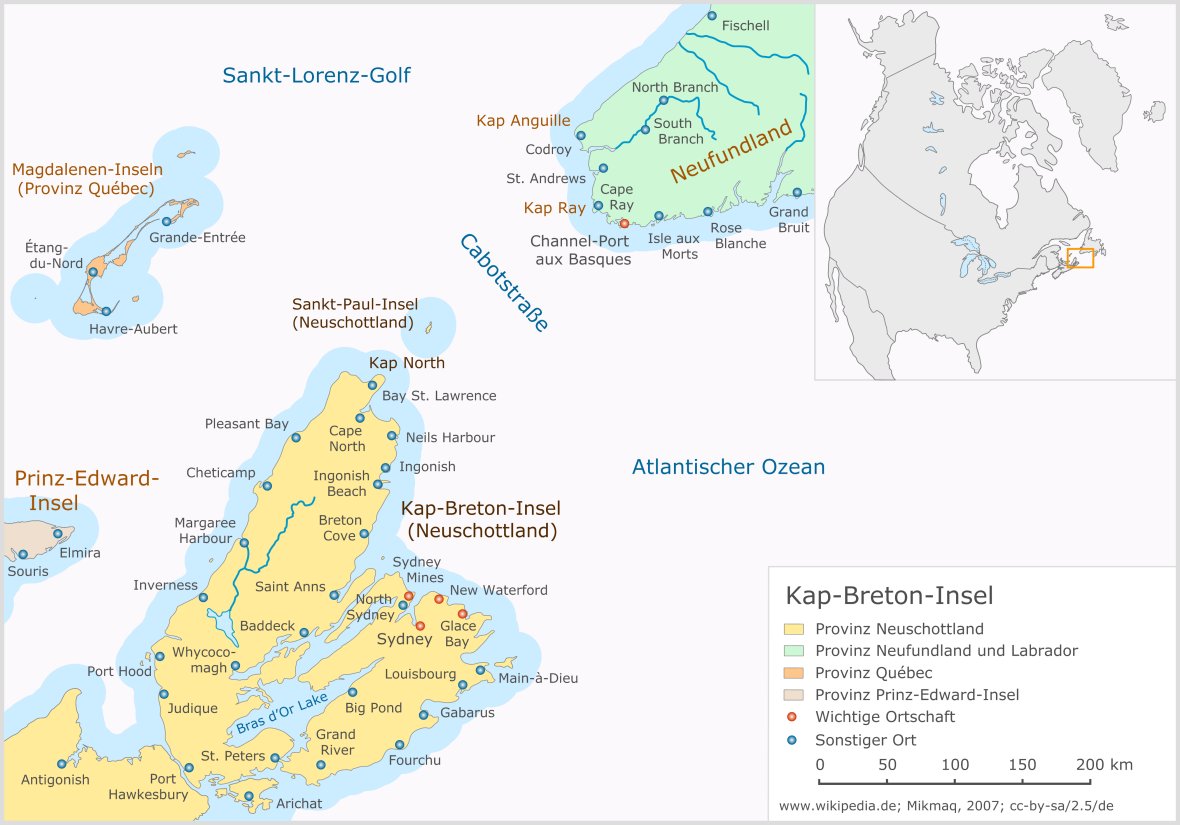
Louisbourg auf der Kap-Breton-Insel

Louisbourg entstand, nachdem Frankreich im Frieden von Utrecht nach dem Ende des Spanischen Erbfolgekriegs 1713 Neufundland und weitere Gebiete Kanadas an Großbritannien abgetreten hatte. Als einzige Besitzungen an der Atlantikküste Kanadas verblieben die Kap-Breton-Insel (damals Île Royale) und Prince Edward Island (damals Île Saint-Jean). Die Franzosen nutzten die Kap-Breton-Insel als Stützpunkt für die Kabeljaufischerei auf der nahe gelegenen Neufundlandbank (Grand Banks). Die 1719 gegründete, nach König Ludwig XV. benannte Festungsstadt, zu der ein geschützter und zudem eisfreier Hafen gehörte, entwickelte sich rasch zu einem blühenden Gemeinwesen. Der Wohlstand beruhte weitgehend auf dem Fang und der Weiterverarbeitung des Kabeljaus, darüber hinaus auf der günstigen Lage, die den Hafen zum Umschlagspunkt für Warenströme zwischen dem französischen Kanada, dem Mutterland Frankreich und den französischen Besitzungen in der Karibik machte. Daneben diente der Hafen auch als Stützpunkt der französischen Kriegsmarine. 
Louisbourg war jedoch nur gegen die See hin stark befestigt und gegen Angriffe von Land verwundbar, weil eine Kette nahe gelegener Hügel die Befestigungen überragte und damit eine Beschießung erleichterte. Ein erster Angriff auf Louisbourg erfolgte 1745 während des Österreichischen Erbfolgekriegs, nachdem die Briten in Neuengland erfahren hatten, dass die dortigen Truppen so schlecht versorgt seien, dass sie am Rande der Meuterei stünden. Nach einer Belagerung von 46 Tagen kapitulierte die Festung. Sie wurde jedoch zur großen Verärgerung der neuenglischen Kolonien drei Jahre später im Zweiten Aachener Frieden an Frankreich zurückgegeben.

## Belagerung und Zerstörung

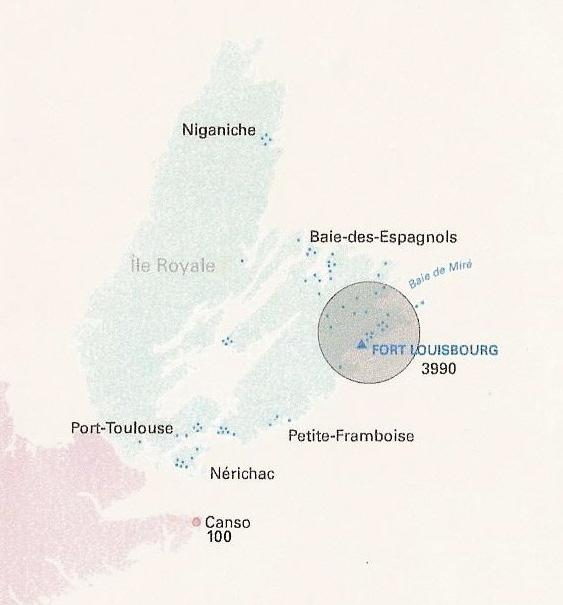
Louisbourg und Umland während der Belagerung von 1750

Schon vor dem offiziellen Beginn des Siebenjährigen Kriegs (1756–1763), der in Amerika als Franzosen- und Indianerkrieg (French and Indian war) bezeichnet wird, kam es dort zwischen Briten und Franzosen zu Feindseligkeiten. Louisbourg spielte zusammen mit den Forts Duquesne (Pittsburgh) und Ticonderoga eine Schlüsselrolle als Rückgrat der Verteidigung Kanadas gegen britische Angriffe. 1756 gab es Vorbereitungen für einen britischen Angriff auf Louisbourg (Louisbourg-Expedition), der aber aufgrund logistischer Schwierigkeiten, der Zögerlichkeit des Armeeoberkommandierenden Lord Loudon, der Stärke der Verteidiger und der Anwesenheit eines französischen Flottenkontingents nicht zustande kam. Ein Versuch des Vizeadmirals Francis Holburne im August 1756, die französische Flotte aus Louisbourg zum Kampf herauszulocken, blieb vergeblich und führte zu einem Rückschlag, da die 20 Schiffe seines Flottengeschwaders im September durch einen Hurrikan teils schwer beschädigt und außer Gefecht gesetzt wurden. Nur dank der Untätigkeit des französischen Admirals de la Motte konnten sich die angeschlagenen Schiffe in die Häfen retten. 
Zu einem zweiten Versuch kam es 1758. Der britische Premierminister William Pitt ernannte Admiral Edward Boscawen zum Kommandeur einer gegen Louisbourg geschickten Flotte mit 39 Schiffen und 14.000 Mann Besatzungen. Das Oberkommando über die 12.870 Mann umfassenden Landungstruppen erhielt General Jeffrey Amherst, unter dessen Befehl auch General James Wolfe stand. Die Festung wurde von 3920 Soldaten – davon 3080 reguläre Soldaten, der Rest kanadische Milizen – unter Gouverneur Droucour verteidigt, die von 11 Kriegsschiffen mit 3870 Besatzungsmitgliedern unterstützt wurden. Am 8. Juni 1758 landete die erste, von Wolfe persönlich geführte Angriffswelle der Briten bei starker Brandung und schwerem französischen Abwehrfeuer und konnte trotz erheblicher Verluste die Küste für die Belagerungsarmee sichern. Ein wichtiger Rückhalt der Verteidiger waren die Schiffe eines französischen Flottengeschwaders im Hafen. Am 28. Juni sahen sich die Franzosen jedoch genötigt, das Linienschiff Apollon (50 Kanonen) und die drei Fregatten Fidèle (36 Kanonen), Biche und Chèvre (je 16 Kanonen) in der Hafeneinfahrt zu versenken, um diese zu blockieren. Am 9. Juli unternahm die Garnison einen nächtlichen Ausfall, der jedoch zurückgeschlagen wurde. Am 21. Juli geriet das Linienschiff Entreprenant (74 Kanonen) durch einen Unglücksfall in Brand, explodierte und setzte auch die beiden Linienschiffe Célèbre (64 Kanonen) und Capricieux (64 Kanonen) in Brand, die ebenfalls verloren gingen. Nachdem das Geschützfeuer der beiden verbliebenen Linienschiffe die Belagerer immer noch behinderte, schickte Boscawen in der Nacht des 25. Juli 600 Seeleute zu einem Bootsangriff in den Hafen. Trotz heftiger französischer Abwehr gelang es ihnen, die Prudent (74 Kanonen) und die Bienfaisant (64 Kanonen) zu erobern und Erstere in Brand zu stecken, zweitere in den nordöstlichen Hafen außerhalb der Reichweite der Festungsartillerie zu schleppen. Damit war die Belagerung entschieden. Boscawen bereitete einen Angriff mit sechs Linienschiffen vor, als die Verteidiger am 26. Juli kapitulierten. Die Sieger verzeichneten bei den Kämpfen um Louisbourg 200 Tote und 360 Verwundete, die Franzosen 410 Tote, 400 Verwundete und 5.640 Gefangene. In der Folge ließen die Briten die Festung zerstören. 
Die Eroberung von Louisbourg war eine Vorentscheidung für den Verlauf des Siebenjährigen Kriegs in Nordamerika. Sie beseitigte einen wichtigen Nachschubhafen für das französische Kanada und einen wichtigen Stützpunkt der französischen Marine und bereitete den Weg für den erfolgreichen Angriff auf Québec unter James Wolfe im kommenden Jahr 1759 und damit für die endgültige Eroberung Kanadas durch die Briten.

## Louisbourg heute

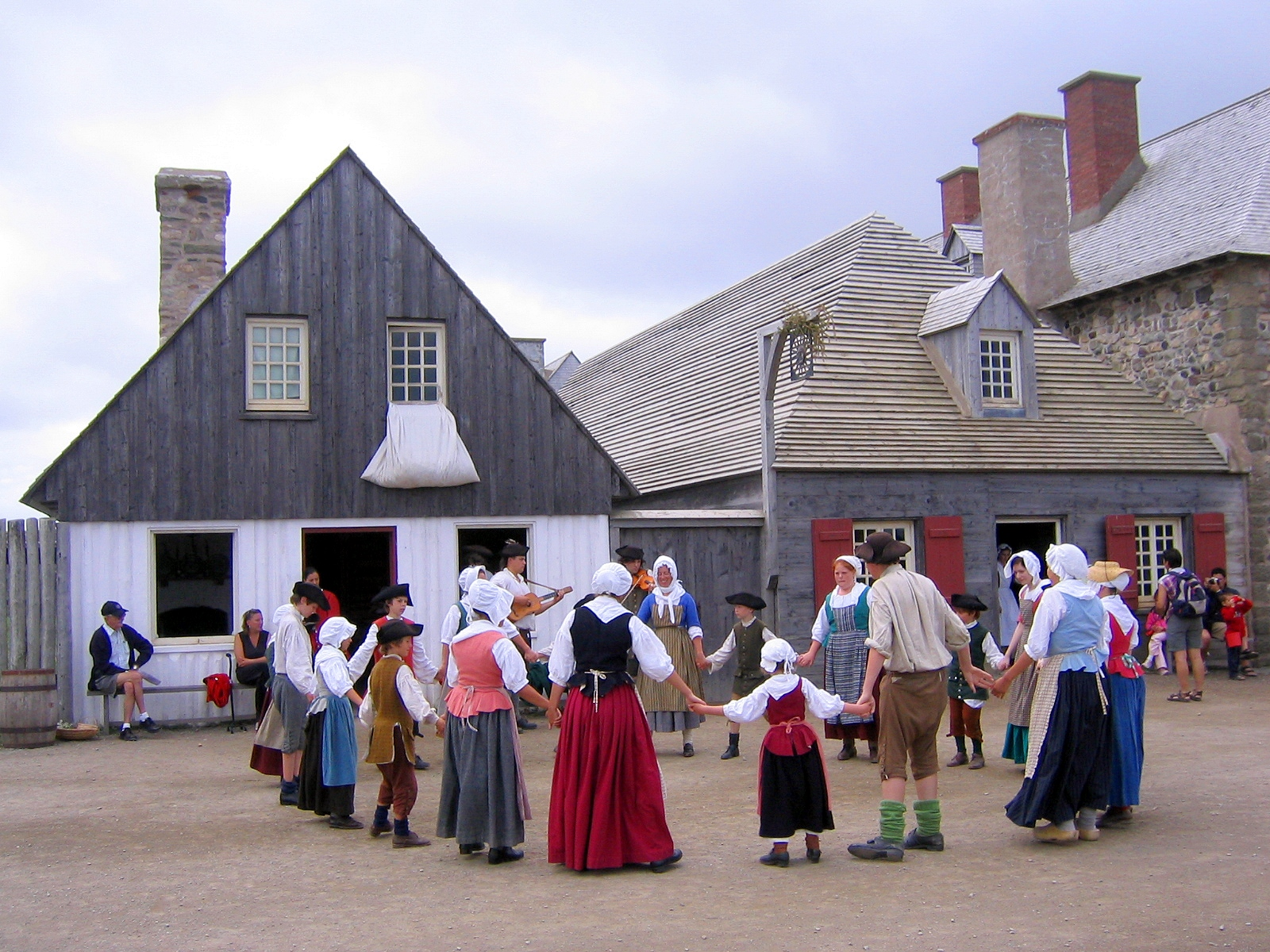
Louisbourg heute

1961 begann der Wiederaufbau von etwa einem Viertel der ursprünglichen Festungsstadt mit Häusern, Gärten und Straßen als von Parks Canada verwaltete National Historic Site. Hierbei wurden umfangreiche archäologische Untersuchungen vorgenommen und historische Studien betrieben. Diese Rekonstruktion hatte einen großen Einfluss auf die kanadische Denkmalpflege. Im rekonstruierten Teil der Festung ist das Louisbourg Institute untergebracht, das sich mit der Erforschung und Präsentation der Vergangenheit von Louisbourg beschäftigt. Seit 1961 finden auch unterwasserarchäologische Untersuchungen in den Gewässern um Louisbourg statt, in deren Verlauf man acht Schiffswracks des 18. Jahrhunderts entdeckte, von denen vier genauer untersucht wurden. Identifiziert werden konnten die Reste der Célèbre in 7 m Wassertiefe, der Prudent in 5 m Tiefe und der Capricieux sowie der Entreprenant in nur 4 m Tiefe. Von den Schiffen haben sich lediglich die untersten Teile des Rumpfs erhalten, die größtenteils von Ballaststeinen verdeckt sind. Gefunden wurden auch ganze und zerbrochene Kanonen, Kanonenkugeln in großer Anzahl sowie andere Ausrüstungsgegenstände.

## Söhne und Töchter der Stadt
- Pierre Martin (1752–1820), französischer Admiral